# 茶卡高原鳅
茶卡高原鳅（学名：Triplophysa cakaensis）为輻鰭魚綱鯉形目條鳅科高原鳅属的鱼类。在中国，分布于青海茶卡盐湖的入湖小河等。该物种的模式产地在青海乌兰县茶卡、流入茶卡盐湖的一条小河，體長可達6.8公分。由于其所栖息的河流已于20世纪干涸，茶卡高原鳅可能已因为栖息地破坏而绝灭。

## 扩展阅读
維基物種上的相關：茶卡高原鳅